# Bellator 99
Bellator XCIX é um evento de artes marciais mistas promovido pelo Bellator MMA, é esperado para acontercer em 13 de setembro de 2013 no Pechanga Resort & Casino em Temecula, California. O evento será transmitido ao vivo na Spike TV.

## Background
O evento contará com as lutas das Quartas de Final do Torneio de Penas.
Christian M'Pumbu era esperado para enfrentar Vladimir Matyushenko no evento, porém uma lesão o tirou do evento e ele foi substituído por Houston Alexander.
Shahbulat Shamhalaev era esperado para enfrentar Akop Stepanyan nesse card. Porém, em 9 de Setembro, foi revelado que Shamhalaev se retiraria do torneio devido a uma doença de seu pai. Ele foi substituído por Justin Wilcox.